# Geersdijk
Die Ortschaft Geersdijk gehört zur Inselgemeinde Noord-Beveland in der niederländischen Provinz Zeeland an der Oosterschelde. Das Dorf liegt südlich der N255 zwischen Kortgene und Wissenkerke und ist mit 360 Einwohnern (Stand: 1. Januar 2024) das kleinste Dorf von Noord-Beveland.

## Geschichte
Der Ortsname Geersdijk ist eine Kombination aus dem Personennamen Geerlof und Deich. Das ursprüngliche Geersdijk war schon im 13. Jahrhundert ein selbständiger Pfarrbezirk. Das Dorf hat die verschiedenen Überschwemmungen nicht überlebt und ist 1668 an einer anderen Stelle, entsprechend dem rechteckigen Schema von Colijnsplaat, aufgebaut worden.
Dieses neue Geersdijk erhielt 1808 einen Hafen, der dazu diente, landwirtschaftliche Produkte zu verschiffen. In der ersten Hälfte des letzten Jahrhunderts war dort auch noch ein Anlegeplatz des Fährbootes nach Süd-Beveland. Der kleine Hafen existiert noch und wird zum Wassersport genutzt.

## Tourismus
Geersdijk wird angesichts der Ruhe von Naturliebhabern geschätzt, zum Beispiel auf den Minicampings im und rund ums Dorf. Zudem existieren Möglichkeiten zum Wassersport.